# James Dean Bradfield
James Dean Bradfield (Pontypool, 21 de fevereiro de 1969) é um cantor, compositor, produtor musical, multi-instrumentista e arranjador galês. É conhecido por ser vocalista e guitarrista da banda galesa de rock Manic Street Preachers desde sua formação em 1986.
Além de vocalista dos Manics, James produziu alguns trabalhos solos, como o álbum The Great Western (2006), alguns EPs, singles, trilhas-sonoras, além de participações e produções com outros artistas. Em 2020, lançou seu segundo álbum solo, Even in Exile, cujo repertório se baseou na vida e morte de Víctor Jara.
No Manic Street Preachers, escreveu algumas músicas individualmente, como "Ocean Spray" (2001) e a letra de "Distant Colours" (2018) mas, no geral, é responsável pelas melodias, juntamente com o baterista Sean Moore. Algumas de suas maiores influências são The Clash e Electric Light Orchestra, enquanto seu interesse por guitarra aumentou com o álbum Appetite for Destruction, do Guns N' Roses, ainda em 1987.

## Discografia
Com o Manic Street Preachers
Solo
- 2006: The Great Western
- 2006: Napster Session
- 2017: The Chamber
- 2020: Even in Exile